# Diego Confalonieri
Diego Confalonieri (* 11. April 1979 in Mailand) ist ein ehemaliger italienischer Degenfechter.

## Erfolge
Diego Confalonieri wurde 2007 in Sankt Petersburg mit der Mannschaft Vizeweltmeister, während er im Einzel Bronze gewann. 2003 in Bourges, 2006 in Izmir, 2008 in Kiew und 2009 in Plowdiw sicherte er sich zudem im Mannschaftswettbewerb jeweils Bronze bei den Europameisterschaften. Bei den Olympischen Spielen 2008 in Peking schied er im Viertelfinale der Einzelkonkurrenz aus und schloss diese auf Rang sieben ab. Mit der Mannschaft unterlag er im Halbfinale der französischen Equipe, setzte sich aber im Gefecht um Rang drei gegen China mit 45:35 durch. Neben Confalonieri erhielten Alfredo Rota, Stefano Carozzo und Matteo Tagliariol die Bronzemedaille.
2008 wurde Confalonieri zum Ritter des Verdienstordens der Italienischen Republik ernannt.